# Clostera
Clostera és un gènere de lepidòpters ditrisis de la família dels notodòntids (Notodontidae).

## Llista d'espècies
- Clostera aello (Schintlmeister et Ullal, 2001)
- Clostera albosigma (Fitch, 1856)
- Clostera anachoreta (Denis & Schiffermüller, 1775)
- Clostera anastomosi (Linnaeus, 1758)
- Clostera angularis (Snellen, 1895)
- Clostera apicalis (Walker, 1855)
- Clostera bramah (Roepke, 1944)
- Clostera bramoides (Holloway, 1983)
- Clostera brucei (Hy. Edwards, 1885)
- Clostera costicomma (Hampson, 1892)
- Clostera curtula (Linnaeus, 1758)
- Clostera curtuloides (Erschoff, 1870)
- Clostera dorsalis (Walker, 1862)
- Clostera ferruginea (Hampson, 1910)
- Clostera fulgurita (Walker, 1865)
- Clostera inclusa (Hübner, 1829)
- Clostera inornata (Neumoegen, 1882)
- Clostera obscurior (Staudinger, 1887)
- Clostera pallida (Walker, 1855)
- Clostera paraphora (Dyar, 1921)
- Clostera pigra (Hufnagel, 1766)
- Clostera powelli (Oberthür, 1914)
- Clostera restitura (Walker, 1865)
- Clostera rubida (Druce, 1901)
- Clostera strigosa (Grote, 1882)

## Galeria

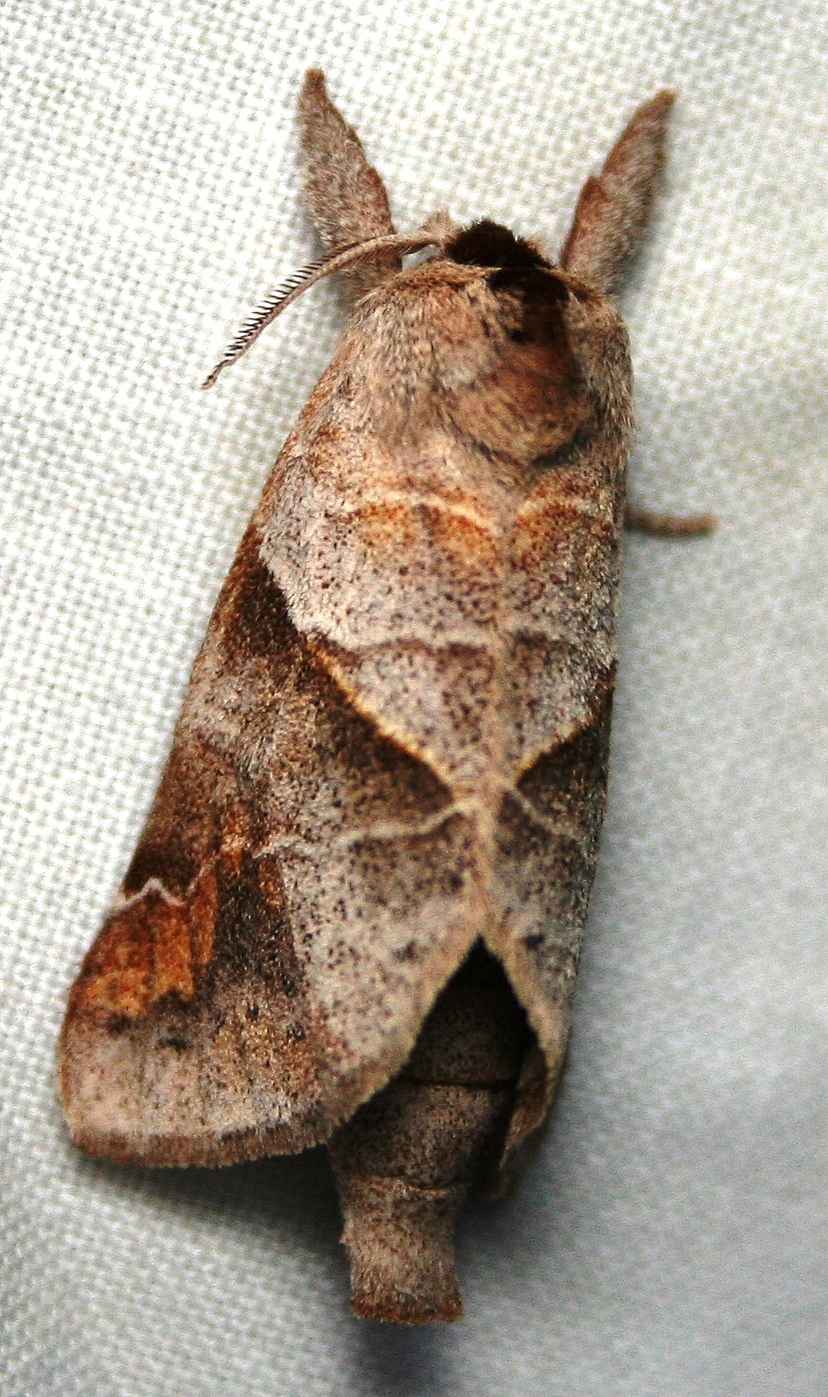
Clostera albosigma
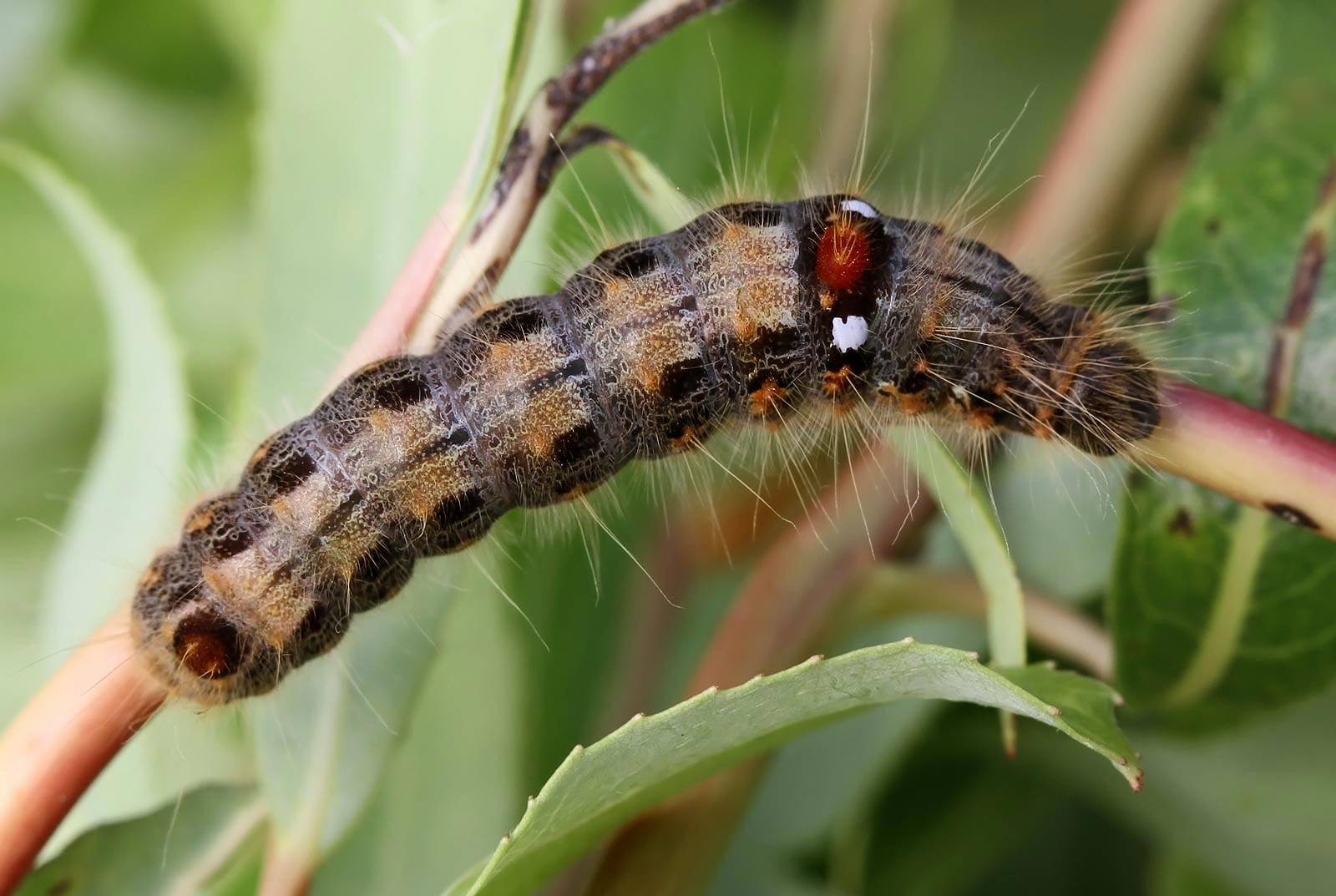
Clostera anachoreta larva
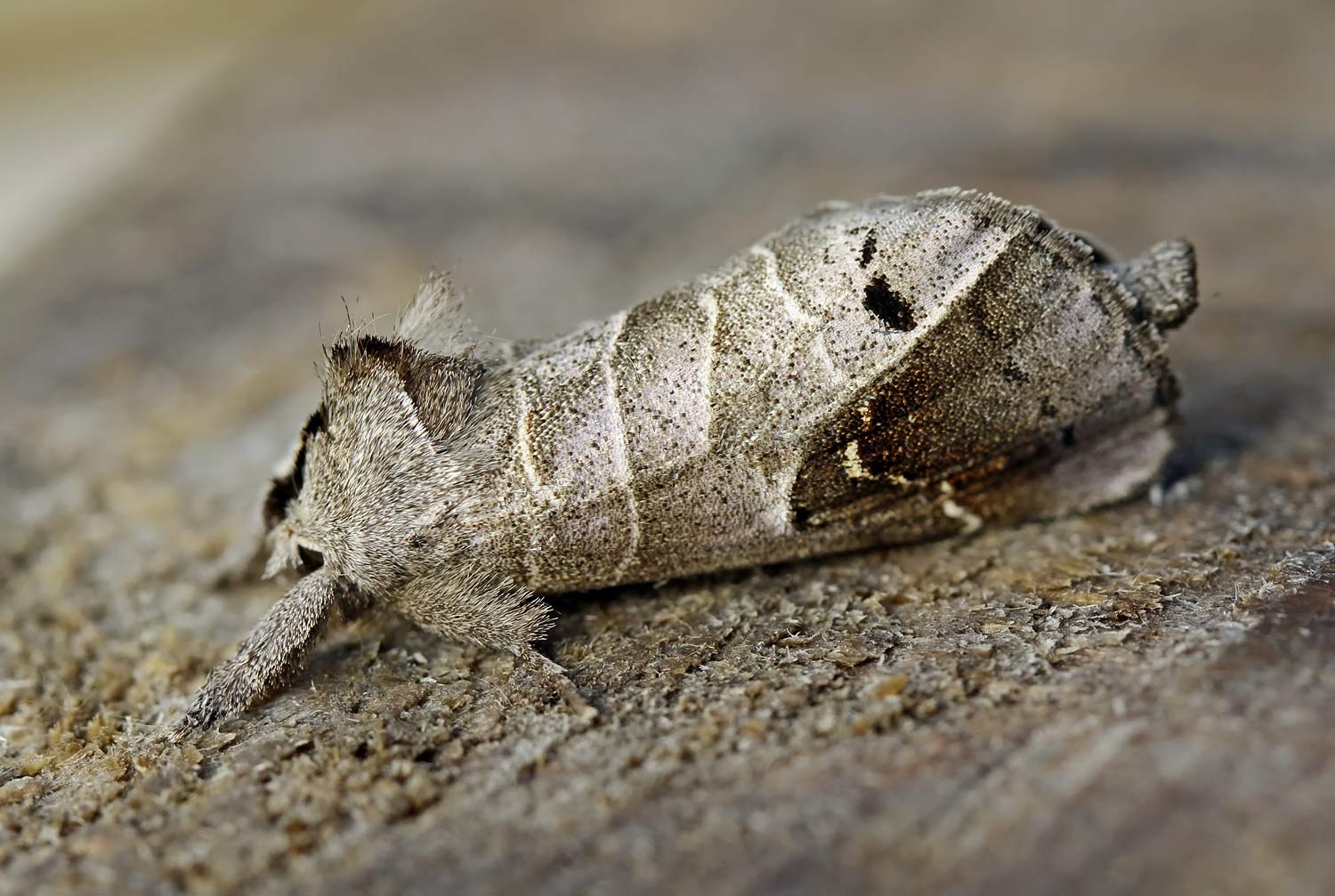
Clostera anachoreta
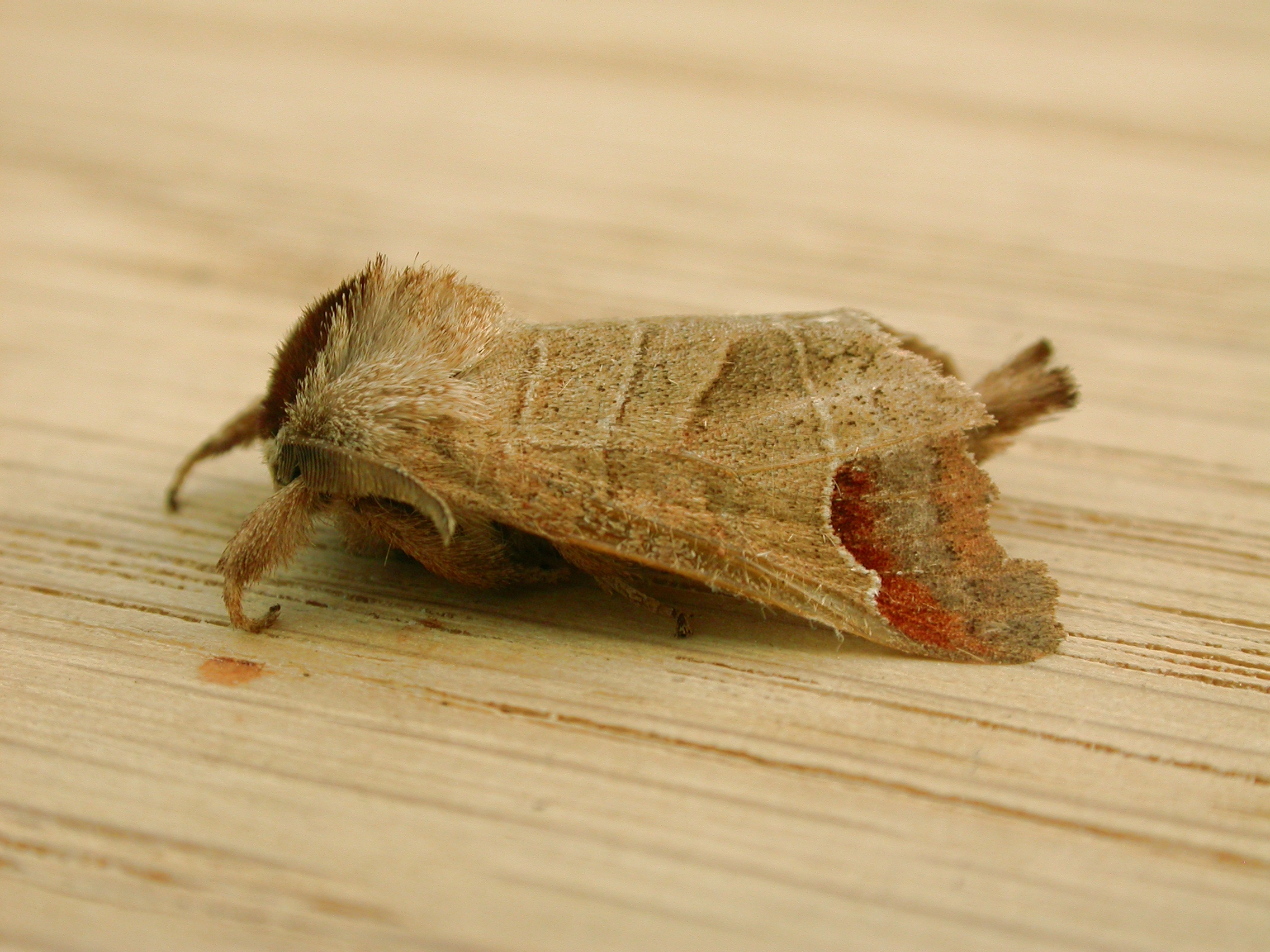
Clostera curtula
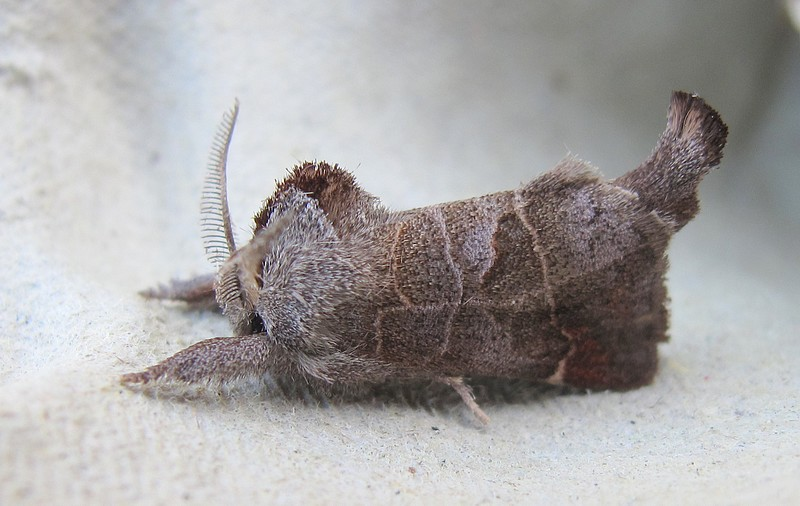
Clostera pigra